# Johann August Rossmäßler
Johann August Rossmäßler (* 1752 in Leipzig; † 1. Januar 1783 in Dresden) war ein deutscher Zeichner und Kupferstecher.
Johann August Roßmäßler (auch Rosmäsler) lernte das Zeichnen bei Oeser an der Akademie in Leipzig und studierte mehrere Jahre bei dem Universitätsbaumeister Lange Architektur. Durch die Bekanntschaft mit der Kupferstecherin Johanna Dorothea Sysang (1729–1791), einer Tochter des Kupferstechers Sysang, begann er die Beschäftigung mit der Kupferstecherei. 1777 und 1778 erschienen von ihm die Werke „Auerbachs Hof“ und „Promenade bei Leipzig“, die ihn bekannt machten und ihm auch die Bekanntschaft und Freundschaft von Daniel Chodowiecki einbrachten. Er stand unter dem künstlerischen Einfluss von Chodowiecki, den er 1781 in Berlin besuchte, um ihn persönlich kennenzulernen. 1782 hielt er sich ein Vierteljahr zu Studienzwecken in Dresden auf. Ein Verzeichnis von Johann Georg Meusel zählt 299 Arbeiten von ihm auf.
Die Kupferstecher Adolf (1770–1821) und Friedrich Roßmäßler (1775–1858) waren seine Brüder.

## Werkbeispiele

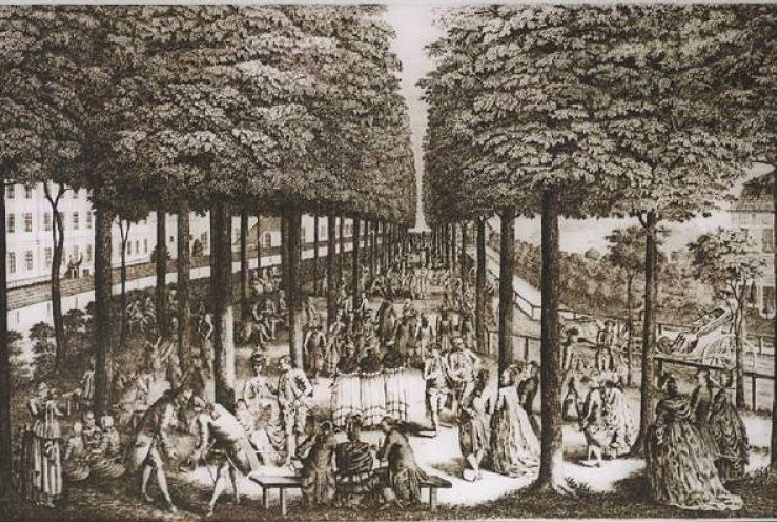
Promenade in Leipzig im Jahr 1777
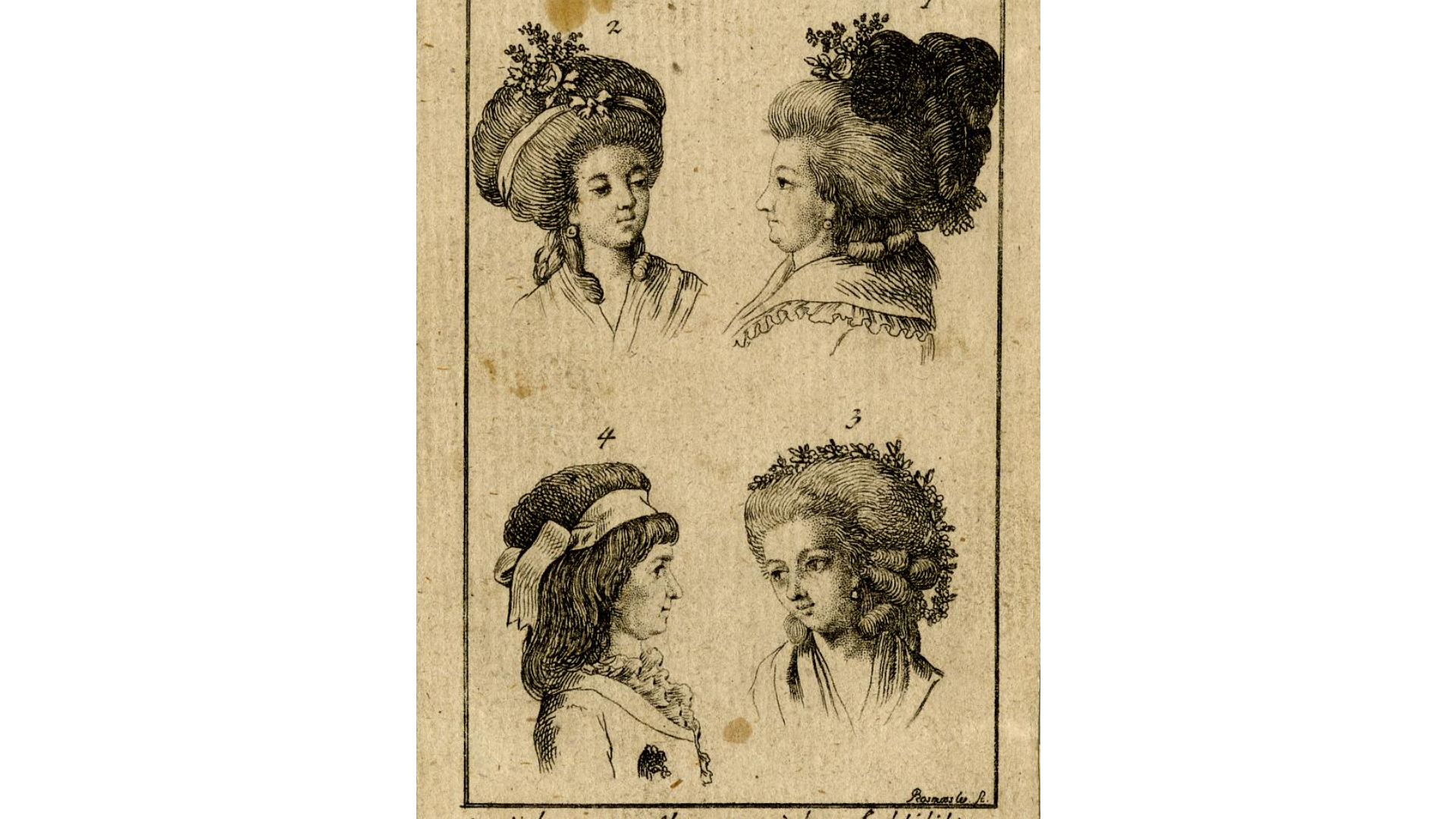
Illustration für einen Almanach (nach 1780)